# Кизгит
Кизгит (дари کزگت), также известен как Казгет — кишлак на северо-востоке Афганистана, в вилаяте (провинции) Бадахшан. Входит в состав района Вахан.

## Географическое положение
Кизгит расположен на северо-востоке Бадахшана, в высокогорной местности, на левом берегу реки Вахандарьи, вблизи места впадения в неё малой реки Кизгит, на расстоянии приблизительно 209 километров к востоку от города Файзабада, административного центра вилаята. Абсолютная высота — 3071 метр над уровнем моря. Ближайшие населённые пункты — кишлак Крыт (выше по течению Вахандарьи), кишлак Бабатанги (ниже по течению Вахандарьи).

## Население
На 2003 год население составляло 125 человек (69 мужчин и 56 женщин). Дети в возрасте до 15 лет составляли 43 % от общего количества жителей кишлака. В национальном составе преобладают ваханцы.